# Bushido Blade
Bushido Blade (яп. ブシドーブレード бусидо бурэдо, «Клинок бусидо») — компьютерная игра в жанре файтинг, разработанная студией LightWeight для приставки PlayStation и выпущенная в 1997 году компанией Square. Изначально изданная на территории Японии, несколько месяцев спустя при участии компании Sony Computer Entertainment появилась в остальных регионах. В 2007 году игра была переиздана в составе серии Legendary Hits, а в 2008-м — её загрузили в раздел PSOne Classics сетевого магазина PlayStation Store. Название отсылается к кодексу поведения самураев бусидо.
Оппоненты сражаются холодным оружием один на один в полностью трёхмерном окружении. Игра отличается от большинства файтингов отсутствием таймера и шкалы жизней — поединки не ограничены по времени, а для победы зачастую достаточно нанести по противнику один единственный удар. Разработчиками задействована уникальная система повреждения, позволяющая ранить врага в различные части тела, при этом его способности резко ухудшаются: замедляются атаки или, например, пропадает возможность бега при ранении ноги. В североамериканскую версию локализаторами была добавлена красная кровь, тогда как в оригинале смертельные удары сопровождаются вспышками жёлтого света.
В игре представлены шестеро игровых персонажей — для каждого можно выбрать любое из восьми имеющихся видов оружия: катана, нодати, тяжёлый меч, сабля, полуторный меч, нагината, рапира и двуручный молот. Каждое оружие имеет свой вес и определённую длину, поэтому разные персонажи управляются с одним и тем же по-разному (у некоторых героев есть также вспомогательное оружие для метания в противника). Игрок может свободно передвигать бойца по всей площади трёхмерной боевой арены и наносить удары в трёх плоскостях: вверх, посередине и вниз. На некоторых аренах персонажи способны взаимодействовать с окружающими объектами, к примеру, срубать в лесу бамбуковые стебли. Помимо обычного сюжетного режима в Bushido Blade есть режим «игрок против игрока» и мультиплеер, позволяющий сыграть вдвоём на приставках, соединённых кабелем PlayStation Link Cable. Режимы для одного игрока включают практику, бои с видом от первого лица и массовую битву, когда на героя с катаной один за одним нападают 100 противников.
Несмотря на антураж феодальной Японии, события Bushido Blade разворачиваются в современную эпоху: в сеттинге присутствуют вертолёты и огнестрельное оружие, а одна из боевых локаций — урбанистический жилой район. В центре сюжета — додзё Мэйкёкан, верная традициям школа боевых искусств, уже на протяжении 500 лет занимающаяся тренировкой первоклассных убийц. Выбранный игроком персонаж сбегает из этого места и преследуется остальными учениками, которым приказано убить беглеца даже ценой собственной жизни, чтобы секреты школы никогда не стали достоянием общественности. В целом сюжет одинаков для всех персонажей, но, несмотря на это, история каждого сопровождается некоторыми уникальными событиями, сценами и диалогами.

## Музыка
Музыку для саундтрека написал композитор Синдзи Хосоэ, ранее работавший с компаниями Namco и Arika, при этом ему оказали помощь аранжировщики Аяко Сасо и Такаюки Аихара. Двухдисковое издание с этими звуковыми дорожками было выпущено в 2001 году лейблом Super Sweep Records — туда также вошла музыка из автосимулятора Driving Emotion Type-S, тоже сочинённая этим трио. Все композиции наполнены звуками флейты и скрипки, заметно присутствие традиционного японского инструмента сямисэна. Кроме музыкального в Bushido Blade использовано также голосовое сопровождение, в озвучивании персонажей принимали участие сэйю Тикао Оцука, Макио Иноуэ и Хидэкацу Сибата.

## Отзывы
| Сводный рейтинг    | Сводный рейтинг |
| Агрегатор          | Оценка          |
| ------------------ | --------------- |
| GameRankings       | 80,92 %         |
| Metacritic         | 83 из 100       |
| Иноязычные издания |                 |
| Издание            | Оценка          |
| CVG                | 2,5 из 5        |
| Edge               | 6 из 10         |
| EGM                | 7,33 из 10      |
| Game Informer      | 8,5 из 10       |
| GamePro            | [ 10 ]          |
| GameRevolution     | B+              |
| GameSpot           | 8.9 из 10       |
| IGN                | 8.7 из 10       |
| OPM                | [ 12 ]          |
| PSM                | 8 из 10         |

По окончании 1997 года файтинг, продавшийся в Японии количеством в 388 тысяч копий, занял 25-е место национального игрового чарта. Японский игровой журнал Famitsu на основании опроса читателей поместил Bushido Blade на 85-е место в списке ста величайших игр всех времён для приставки PlayStation. Североамериканская версия тоже удостоилась похвалы обозревателей. Портал IGN оценил её на 8,7 по десятибалльной системе, агрегаторы рецензий GameRankings и Metacritic присвоили рейтинги в 81 и 83 % соответственно. Критик сайта GameSpot дал игре 8,9 балла из десяти, назвав её невероятно успешной и благодаря нововведениям уникальной в своём роде. Редакция сайта 1UP.com поставила Bushido Blade на 190-е место в списке двухсот величайших видеоигр своего времени.
У игры есть продолжения Bushido Blade 2 и Kengo: Master of Bushido, тоже разработанные студией LightWeight.